# Burial (Death in June)
Burial è un album dei Death in June, pubblicato nel 1984.

## Il disco
Dei suoi due lati il primo è registrato in studio, mentre il secondo è una registrazione dal vivo effettuata al Clarendon Hotel di Londra il 6 ottobre 1983.
L'album è stato ripubblicato nel 1994 con una copertina leggermente modificata e nuovamente nel 2006, rimasterizzato e con artwork completamente diverso. È stato pubblicato una quarta volta nel 2010 dalla Soleilmoon Recordings in edizione limitata come picture disc.

## Tracce

### Lp originale del 1984, Riedizione CD del 1994, e Digipak del 2006
Lato Studio
1. Death of the West - 2:10
2. Fields - 2:45
3. Nirvana - 2:46
4. Sons of Europe - 2:48
5. Black Radio - 6:55

Lato Live
1. Till The Living Flesh Is Burned - 7:21
2. All Alone In Her Nirvana - 3:51
3. Fields - 3:33
4. We Drive East - 3:40
5. Heaven Street - 6:42

### Picture disc del 2010 + 7"
Burial LP
1. Death of the West - 2:10
2. Fields - 2:45
3. Nirvana - 2:46
4. Sons of Europe - 2:48
5. Black Radio - 6:55
6. Till The Living Flesh Is Burned - 7:21
7. All Alone In Her Nirvana - 3:51
8. Fields - 3:33
9. We Drive East - 3:40
10. Heaven Street - 6:42

7" Singolo allegato
1. Death of the West (nuova registrazione)
2. Heaven Street (nuova registrazione)
3. Death of the West (nuova registrazione)